# 怪盗ワリオ・ザ・セブン
『怪盗ワリオ・ザ・セブン』（かいとうワリオ・ザ・セブン）は、2007年1月18日に任天堂から発売されたニンテンドーDS用のアクションゲームである。アメリカでは同年3月5日、ヨーロッパでは同年6月1日に発売。
2005年10月15日に東京で行われたニンテンドーDS Conference! 2005秋で初公開された。
タイトルの「セブン」は、怪盗ワリオから7種類のワリオに変身できることから付けられている。また、今作はそのタイトル通り、ワリオを主人公にしたアクションゲームの通算7作目にあたる。

## ストーリー
いい儲け話やお宝の情報はないかとテレビを見るワリオ。しかし、いい情報はなく退屈なばかり。
そんな中、たまたまチャンネルを変えたら「紳士怪盗アルデンテ」という怪盗のアニメが放送されていた。暇つぶしを兼ねて見始め、「このテレビの中のお宝が手に入れば」と思うワリオ。ふと、ワリオにある考えがひらめき、大急ぎで何かを作り始める。
完成したのがテレビの中に入るマシン「テレメット」。これを使ってテレビの中のお宝を手に入れようと考えたのである。
そしてワリオは見事にテレビの世界に中に入る事に成功。本来の番組の主人公アルデンテから変身能力を得る生きた杖「ステッキオ」を強奪して「怪盗ワリオ」へと変身。どんな願いも叶えるという伝説の秘宝「ウィッシュストーン」を狙い、新たなワリオの冒険が始まる。

## 変身
画面上のワリオにタッチペンで特定の記号を描く事で、様々な能力に特化した姿に変身する。「怪盗ワリオ」以外はそれぞれ対応した色の「ムーンマスタージェム」を手に入れることによって使用可能となり、さらに同じく対応色の「サンマスタージェム」を入手することで更なる能力が追加され、敵が落とす宝石を集めることで能力が強化される。
怪盗ワリオ(Thief Wario)：チェックのマークを描いて変身
基本となる姿で、覆面を被ったワリオ。
変身の中で最もジャンプ力があり、しばらく走り続けるとダッシュができる。ワリオ以外をタッチすると進行方向にショルダータックルをする。パワーアップはない。
スペースワリオ(Cosmic Wario)：○を描いて変身
宇宙飛行士の姿に変身する。
タッチした場所にレーザーを放つことができ、ジャンプ中はゆっくり落下できる。パワーアップ後はレーザーが反射するようになる。
グラフィティワリオ(Arty Wario)：マスを描いて変身
画家の姿に変身する。
□を描いた場所に足場として使えるブロックを出すことができ、マスを描くと最後に通った帽子型スイッチまで行けるドアを出せる。適当な形を描くとウンチが向いている方向に走り、敵に体当たりする。ただしグラフィティワリオに変身している間は一切動く事ができない。パワーアップ後はブロックを同時に3つまで作れるようになり、体力回復用ハートを作れるようにもなる。
ドクターワリオ(Genius Wario)：虫眼鏡のマークを描いて変身
科学者の姿に変身する。
見えなかった道や仕掛けが見えるようになる。パワーアップ後はパンチグローブ付きマジックハンドで、攻撃や壁面のスイッチを押したりヒビのある壁を壊すなどできるようになる。
なお、本作以前にも『メイド イン ワリオ』では「ドクターワリオ」というキャラが登場したことがある（そちらは『Dr.マリオ』のパロディで、医者の姿である）。英語版では名称が異なり旧作のドクターワリオとは明確に区別されている。
ビリビリワリオ(Sparky Wario)：稲妻を書いて変身
アメリカン・コミックスのヒーロー風の姿に変身する。
暗い場所を明るくでき、暗闇中のドアや宝箱を開けられるようになる。ワリオ以外をタッチすると広範囲を明るくできる。パワーアップ後は周囲の敵に電撃弾を発射し攻撃する能力が追加される。
キャプテンワリオ(Captain Wario)：つを前方に書いて変身
海賊の姿に変身する。
水面にいるときにワリオ以外をスライドすると、腰に付いたオールで水流に逆らえる高速移動ができる。パワーアップ後は潜水艦になって水中を自在に移動できるようになるとともに、魚雷を発射することができる能力を得る。
ダイナソーワリオ(Dragon Wario)：＜を後方に書いて変身
恐竜の着ぐるみを着たような姿に変身する。
タッチし続けている方向に火炎放射ができ、攻撃のほか専用の赤いブロックを破壊できる。体重が重いため機動力が非常に低いが、重いために薄い足場に乗ると足場をすり抜けて落ちることができる。ちなみに、マグマスーツがなくてもこの変身になればマグマの中でもダメージを受けないという隠された特性がある。パワーアップ後は青色のブロックも破壊可能になる。
フライングワリオ(Wicked Wario)：三角を書いて変身
翼を持つ悪魔のようなタイツ姿に変身する。
ニンテンドーDS本体のマイクに息を吹きかけると空を飛ぶ。最初は上下のみだが、パワーアップ後は飛んだまま左右に移動可能。自力でのジャンプはできない。

## ミニゲーム
ステージ内の宝箱には罠が仕掛けられており、罠をクリアすることで解除しないとお宝が入手できない。失敗するとタイムロスするだけでなく、爆弾が複数吐き出される。
なぞり
上下するレーザーを避けつつ、線をなぞる。
イライラロード
青い点をスライドさせ、線からはみ出さないようゴールの黄色い点まで運ぶ。
かごいれ
青い線の中から落ちてくるアイテムを正しい場所に一定数以上運ぶ。線は上下に操作可能で、下に配置するとたくさんアイテムを獲得できる分、ミスしやすくなるが、上に配置しているとアイテムが落ちる時間が長くなるので数が足りなくなることもある。
てんつなぎ
1番の点から番号順に全ての点が繋がるように一筆書きで線を引く。
ゴキブリ
画面外からやってくるゴキブリをタッチして一定数以上やっつける。
パネル
15パズルの要領で3×3のパネルをスライドさせ、絵を完成させる。
アミダ
時間内にワリオの顔が宝石にたどり着くよう、あみだくじに線を追加する。ダイナマイトをワリオが通ってしまうと失敗。
いろぬり
お手本を覚え、時間内にお手本の通りに絵に色を塗る。マスタージェムなど、ワリオを強化するアイテムが入った宝箱を開けるにはこれをクリアする必要がある。

## ステージ
第一話 参上！怪盗ワリオ
自ら発明したテレメットで「紳士怪盗アルデンテ」の世界に入ったワリオがアルデンテからステッキオを奪い、怪盗ワリオに変身してお宝を手に入れるため船の中を探索。スペースワリオのレーザーで道を切り開く箇所が存在する。
第二話 追え！怪盗アルデンテ
第一話の続きで、ステッキオから何でも願いを一つだけ叶えてくれるウィッシュストーンの話を聞かされたワリオとアルデンテは、自分が先にウィッシュストーンを手に入れるため船のさらに奥を探索する。ここからグラフィティワリオとドクターワリオに変身できるようになる。
第三話 迫れ！ウィッシュストーンの秘密
ウィッシュストーンを五枚全て集めないと願いが叶わないことを知ったワリオは、ステッキオの提案でウィッシュストーンが運ばれる予定だった博物館へと向かう。タッチペンで字を書き、なぞなぞに答える箇所が存在するが、展示物の中に答えがある。ここからビリビリワリオとキャプテンワリオに変身できるようになる。
第四話 探せ！第三の男
博物館で得た情報によると、謎の男が氷の壁がどうとかと言っていたらしく、ワリオとアルデンテは氷や水に関連する仕掛けが存在する氷の洞窟へと向かう。果たして、ワリオとアルデンテを出し抜いた男とは…?ここからダイナソーワリオに変身できるようになる。
第五話 解け！黄金三角(ピラミッド)のナゾ
氷の洞窟で手に入れたウィッシュストーンによると、次のウィッシュストーンの手がかりは砂漠の王のいる地下ピラミッドとのこと。隠された謎やギミックを解いて暗い地下を進む。
第六話 止めろ！流れる水
砂漠の王によって水の流れる遺跡に飛ばされ、ウィッシュストーンがある遺跡の奥に向かうため、滝をせき止めるのが目的。
第七話 かわせ！地獄のワナ
次のウィッシュストーンのありかが分からず、困惑するワリオとステッキオはアルデンテからステッキオと引き換えにウィッシュストーンのありかを教えるから炎の山に来いと言われ、山へと向かう。マグマ、マントルスーツを入手してマグマやマントルの中を泳がないといけないが、ガンフィッシュに奪われないように注意する必要がある。
第八話 舞え！金髪の美女
炎の山を抜けるとそこはお化け屋敷だった。引き続きアルデンテを追うため、ワリオは謎の女性と共にお化け屋敷に潜入する。お化けやブロックを実体化させたり元に戻したりと切り替えながら進んでいく。
第九話 探れ！ 奇怪な館
金髪の女性マルゲリータの力を借り、お化け屋敷を無事脱出したワリオは機械仕掛けの館へと向かう。仕掛けを動かすにはエネルギーが必要であり、エネルギー不足にならないよう効率良く仕掛けを動かして進む必要がある。ここでようやくフライングワリオに変身できるようになる。
最終話（第十話） とべ！最後の冒険
最後のウィッシュストーンを手に入れるため、ワリオは最後のステージ、空中庭園へと向かう。

## 登場キャラ
ワリオ以外の各項目の内部リンクはそれぞれ同名のもの。
ワリオ
本作の主人公。テレビ内のお宝欲しさから自分が発明した「テレメット」でテレビの中の世界に入った。
怪盗アルデンテからステッキオを強奪して「怪盗ワリオ」となり、お宝ウィッシュストーンを狙う。本作では台詞がある。
アルデンテ
ワリオが進入したテレビアニメ「紳士怪盗アルデンテ」の本来の主人公で、怪盗家系のアルデンテ一族の新米当主。
肥満体で、オネエ言葉で喋る。ステッキオの本来の持ち主で、ワリオからどうにか取り戻そうとする。ボス戦ではアルデンテUFOやアルデンテロボに乗って戦う。
ステッキオ
アルデンテ一族に伝わる、言葉をしゃべる老人ステッキ。宝石を食べると魔力を取り込む。持ち主を変身させる能力「ステキパワー」を持っている。その正体はアルデンテ一族の先祖。
カルパッチョ
「ヨロイ財団」という組織の総帥にして天才科学者。ストーリー途中からウィッシュストーン争奪戦に姿を見せる。
おしゃれにうるさいナルシストで、やたらカメラ目線でウインクする。ボスとして登場し、最初に戦う時は「メタモルストーン」という発明品を使ってカルパッチョメタモに変身し、ワリオを体内に吸い込んで攻撃する。二度目の戦闘時はレースで勝負する事になる。実はウィッシュストーンの正体を知っており、それが理由でワリオからウィッシュストーンを奪おうとしていた。
砂漠の王
地下ピラミッドに住む幽霊の一種であるファラオ。昔、欲に駆られ悪魔（マルゲリータ）を呼び寄せ、国民、果ては己の魂までその悪魔に食われてしまった。現在では魂の状態に過ぎないが、ウィッシュストーンの在り処を求めて訪れたワリオにウィッシュストーンを手にするにふさわしい資格があるかどうか、試練の相手としてファラオマンとして実体化、戦いを挑んで来る。
生前は欲深同士ワリオと似ていたのか、鼻毛を伸ばしたり鼻クソを飛ばしたりして攻撃するなど下ネタが目立つ。
マルゲリータ
炎の山とお化け屋敷で助けてくれる金髪の美女。何故かワリオに協力的で、マグマの洞窟、オバケ屋敷で助けてくれるが、その正体は古代の砂漠を滅ぼした願いの悪魔。かつてアルデンテの先祖（ステッキオ）によってウィッシュストーンの中に封じ込められていた。本作のラストボスで、戦闘では仮面を取り付け、形態を変化させて襲ってくる。ちなみに、一見すると外見は美女だが、実はそれは彼女の付けているメガネの魔力によって美女に見えると思わせているだけに過ぎず、実際の外見は情けない者である。
マルゲリータは実在する女性名だが、アルデンテとカルパッチョがイタリア料理関連なので、ピザのマルゲリータが元ネタの可能性が高い。

## ボスキャラ
アルデンテUFO
第一話のボス。前にドリルがついたUFO。アルデンテが乗る襲撃UFO。船体の下のバーニアで浮遊しているため、バランスをとるのが難しい。通常はコクピットがバリアで覆われているが、頭上のレーザースイッチを撃つことでバリアが解除され、そこに攻撃を加えることでダメージとなる。HP3
怪盗アルデンテロボ
第二話のボス。アルデンテが駆るアルデンテUFOに腕と帽子をつけた様な外観のロボット。アルデンテの宝への情熱が頂点に達すると現れるらしい。帽子の目をレーザーで撃つと頭上のスイッチが露出し、そこにブロックをぶつけることでコクピットが露出する。HP3
アルデンテロボMark-2
第九話の中ボス。アルデンテの顔を模したボスでロケットパンチの他、顔面のパーツを飛ばして攻撃してくる。背中のスイッチを押すことで中のアルデンテが露出し攻撃することが可能。HP3
スフィンクス
第三話のボス。博物館で働いている石像。敬語で話す。あまり真面目ではなく、サービス残業は絶対にしない。彼との勝負はなぞなぞ3問だが、1問でも間違えると即ゲームオーバーになる。
カルパッチョメタモ
第四話のボス。カルパッチョがメタモルパワーでスノーマンのような姿に進化したもの。体内でのバトルとなる。弱点は中央のボタンだが、電撃に守られており、それを解除しないと攻撃できない。HP7
ファラオマン
第五話のボス。悪魔と契りを結んだ古代の砂漠の王が実体化した姿。パンツを焼くことでダメージを与えられる。HP3
ラブレシア
第六話のボス。遺跡の中央の部屋にあるラフレシアがウィッシュストーンにより突然変異したもの。半径1kmにニンニクの腐ったような匂いを放つ。花言葉は「情熱をあなたに」。弱点は炎だが、広いフィールドで浮遊しながら逃げ回るため、部屋の仕掛けを活用して追う必要がある。HP3
マグマコントローラー
第七話のボス。火の山のマグマをコントロールしていた巨大な顔型の機械。機械だが熱いハートを持っている。そのハートが弱点。HP9
ドルフィン64世
第八話のボス。オバケ屋敷の家主であり、イルカン帝国第64代皇帝陛下。哺乳類だが、長時間陸に上がっていると呼吸困難を起こすため、部屋の仕掛けを利用して飛び上がった瞬間を吹き飛ばし、水の中に戻らせないようにする必要がある。一回では倒せず、三回体力を0にしなければならない。水流に流されるとその部屋で与えたダメージはリセットされ、前の部屋にいるアルデンテに捕まると始めからやり直しとなる。HP6（一度目は1、二度目は2、三度目は3）
ベビードルフィン
ドルフィン64世の子供。彼の王冠から召喚される。
カルパッチョ
第九話のボス。迷路でどちらが先にゴールできるか競争をするが、圧倒的に彼のほうが有利。ステキパワーを駆使して先にゴールしなければならない。先にゴールされるか迷路から引き返すとゲームオーバー。
マルゲリータ
最終話のボスで、本作のラスボス。ワリオを最後のウィッシュストーンまで導いた悪魔。彼女との戦闘は、以下の喜怒哀楽を表した4つの仮面と戦う。また、仮面を1つ倒す度に現れ、ウィッシュストーンを使い、仮面を召喚する。
哀の仮面
喜怒哀楽の哀。部屋に4つある目をつぶすと水位が上がり、魚雷を直撃させることでダメージを与えられる。HP5
喜の仮面
喜怒哀楽の喜。3個セットで出てくる仮面に、レーザーを反射させてダメージを与える。HP5
怒の仮面
喜怒哀楽の怒。噴火すると火炎弾などを吹く。炎を直接当てることでダメージを与える。HP5
楽の仮面
喜怒哀楽の楽。実は戦闘開始前から常に付けていたもので、美女の顔を模しているが、上記3つの仮面を全て倒すとその仮面が割れ、ブサイクな素顔を見せる。攻撃はせず、1回攻撃すれば倒せる。HP1

## ウィッシュストーン碑文の要約
本作の最大の宝であるウィッシュストーンは最初は文字がかすれて読む事が出来ないが、終盤何が書かれていたか判明し、要約すると下のような内容が刻まれている。
砂漠の王（ファラオマン）が欲に駆られて悪魔（マルゲリータ）を呼び、全ての民の魂を喰らうが、王も悪魔に魂を奪われ、砂漠の国は死の砂漠となる。そうしてあるとき現れた男が言葉巧みに悪魔を油断させ、石版「ウィッシュストーン」に封じ、5つに分けた。そして、終わりは石版を全て集めた人へ、悪魔を滅ぼせとの願いで締められている。
つまりウィッシュストーンは願いを叶える秘宝ではなく、女悪魔マルゲリータを封印したものだった。マルゲリータがワリオに協力したのも、自分の封印を解くためだった。炎の山などは闇の力が強く、封印中でも一時的に実体化できたらしい。
そしてその封印した男とは遠い昔のアルデンテ家党首であり、それがステッキオの正体だった。マルゲリータに近づきステキパワー（変身能力）を得たステッキオはそれを利用しマルゲリータを封印。当時のヨロイ財団にウィッシュストーンの封印が解けないよう監視を頼み、自身もステッキオへと姿を変えて子孫を陰ながら操って、ウィッシュストーンが集まらないようにしていた。
だが、類まれな強さと欲深さを持つワリオと出会ったステッキオは、ワリオにウィッシュストーンを集めるようワザと誘導してマルゲリータを倒させようとした。